# کوکیچی
کوکیچی (به صربی: Kukići) یک منطقهٔ مسکونی در صربستان است که در چاچاک واقع شده‌است. کوکیچی ۸٫۱۵ کیلومتر مربع مساحت و ۴۹۰ نفر جمعیت دارد و ۱۹۹ متر بالاتر از سطح دریا واقع شده‌است.